# Séisme de 2014 à Kangding
Le séisme de Kangding est un séisme de magnitude Mw= 6,3 qui a frappé le district de Kangding, dans la préfecture autonome tibétaine de Garzê au Sichuan en Chine, le 22 novembre 2014 à 8:55:27 (UTC) sur la faille de Xianshuihe (segment de Selaha entre les zones de Kangding et Qianning), et à une faible profondeur (de 7 à 11 km selon les sources). Quelques jours plus tard, un deuxième événement majeur de magnitude Mw=5,8 (réplique ou second séisme principal) frappe la même région.

## Bilan humain et dommages matériels
Le séisme a causé la mort de quatre personnes et en a blessé 54 autres, dont six très gravement. La ville de Kangding elle-même n'est pas touchée, mais une centaine de véhicules sont immobilisés par un glissement de terrain sur une autoroute reliant le Sichuan et le Tibet. Le train Chengdu-Kunming est également perturbé.
Le jour même du séisme, le gouvernement chinois reçoit des comptes-rendus de 16 villes différentes ayant ressenti ou ayant été touchées légèrement : trois maisons sont détruites et une endommagée.

## Mécanisme du séisme et contexte tectonique
Le mécanisme au foyer du séisme est représenté par les orientations suivantes pour les deux plans nodaux possibles du glissement : (azimut, pendage, rake) = (142°, 80°, -9°) ou (234°, 81°, -169°). La valeur négative du rake indique un jeu en faille normale. Pour le premier plan nodal, on a une composante senestre sur une faille plongeant vers le Sud-Ouest (avec un azimut de 142°), et pour le second plan possible une composante dextre sur une faille plongeant vers le Nord-Ouest (avec un azimut de 234°).
Le système de la faille décrochante de Xianshuihe étant essentiellement senestre, le séisme a vraisemblablement été déclenché sur le plan n° 1 (142°, 80°, -9°). De nombreux tremblements de terre ont lieu dans cette zone à l'extrême Est du plateau tibétain, ces zones de failles très actives ayant été causées à l'origine par la collision de l'Inde et de la plaque eurasienne. Au moins huit séismes de magnitude supérieure à 6 ont eu lieu dans cette zone depuis 1893, ce qui en fait une zone à très grand risque sismique.